# 原 (印西市)
原（はら）は、千葉県印西市の町丁。現行行政地名は原一丁目から原四丁目。郵便番号は270-1335。

## 地理
印西牧の原駅の南側で、印西市の中央に位置する。北で牧の原、南で草深、東で東の原西で西の原と隣接する。近年、原を含む牧の原地区では大型商業施設が相次いで開業し、北総エリアにおける一大商業地になっている。地内はマンションなどの集合住宅を中心に開発がおこなわれている。

## 歴史
千葉ニュータウンの開発で1996年に入居が始まった。

## 世帯数と人口
2017年（平成29年）10月31日現在の世帯数と人口は以下の通りである。
| 丁目     | 世帯数    | 人口    |
| -------- | --------- | ------- |
| 原二丁目 | 691世帯   | 1,959人 |
| 原三丁目 | 664世帯   | 1,768人 |
| 原四丁目 | 644世帯   | 1,470人 |
| 計       | 1,999世帯 | 5,197人 |

## 小・中学校の学区
市立小・中学校に通う場合、学区は以下の通りとなる。
| 丁目     | 番地 | 小学校           | 中学校               |
| -------- | ---- | ---------------- | -------------------- |
| 原一丁目 | 全域 | 印西市立原小学校 | 印西市立西の原中学校 |
| 原二丁目 | 全域 | 印西市立原小学校 | 印西市立西の原中学校 |
| 原三丁目 | 全域 | 印西市立原小学校 | 印西市立西の原中学校 |
| 原四丁目 | 全域 | 印西市立原小学校 | 印西市立西の原中学校 |

## 施設
- 印西市立原小学校
- BIGHOPガーデンモール印西
- そうふけ図書館
- 京葉銀行印西牧の原支店

## 交通

### 鉄道
- 北総鉄道
  - 北総線
    - 印西牧の原駅

### 道路
- 国道
  - 国道464号
- 都道府県道
  - 千葉県道190号千葉ニュータウン南環状線